# Janta

Herb Janta

Janta (Janth, Jantha, Białk I, Gwiazda) – polski herb szlachecki, używany przez rodzinę wywodzącą się z Kaszub.

## Opis herbu
Opis zgodnie z klasycznymi regułami blazonowania:
W polu błękitnym gwiazda złota. Klejnot: nad hełmem w koronie gwiazda jak w godle. Labry błękitne, podbite złotem.

## Najwcześniejsze wzmianki
Herb przytaczany stosunkowo późno w herbarzach Ledebura (Wappenbuch der Preussischen Monarchie, 1828), "Nowego" Siebmachera (Der Adel des Königreichs Preußen, 1906), oraz Żernickiego (Der Polnische Adel, 1900, Der polnischen Stammwappen : ihre Geschichte und ihre Sagen, 1904).

## Herbowni
Janta (Gent, Jandeke, Jant, Jante, Janth, Jantha, Janthe, Jąnt, Jąnth, błędnie Jardin, Jarte, Zante), także jako pierwszy człon z odmiejscowymi nazwiskami Połczyński (Polczynski, Pulcinski, Półczyński), Lipiński, Czapiewski. Pierwszy, rodowy człon nazwiska niekiedy bywał całkowicie zarzucany.
Praktycznie identycznego herbu używała rodzina Białk. Herb ten w polskiej heraldyce znany jest pod nazwą Gwiazda. Jantowie notowani są jeszcze z herbami Janta II i Janta III (Jantowie-Połczyńscy).

## Rodzina Janta
Nazwisko Janta jest starym kaszubskim nazwiskiem wywodzącym się z dawnego drobnego rycerstwa z południowo-zachodniej części regionu. Pochodzić ma od imiesłowowej nazwy osobowej Jęty, zniemczonej na Jante i wtórnie polonizowanej na Janta. Po raz pierwszy odnotowano członków rodu w 1526 roku w osobach Michała i Jakuba Janta, współwłaścicieli drobnoszlacheckiej wsi Lipnica. Jantowie w następnych latach byli też wzmiankowani jako cząstkowi właściciele we wsiach Ostrowite, Półczno i Gostkowo.